# Atoll (groupe)
Pour les articles homonymes, voir Atoll (homonymie).
Atoll est un groupe de rock progressif français, originaire de Metz, en Lorraine. Formé en 1972, le groupe annonce sa séparation en 1981, mais se reforme plusieurs fois autour de certains de ses musiciens comme Chris Beya ou André Balzer.
Dans les années 1970, Atoll est référencé par les médias comme l'un des groupes français les plus populaires avec Ange, Magma, Martin Circus ou Triangle avant les années 1980 et l'avènement de Trust et Téléphone. Le groupe joue deux fois à l'Olympia et tourne dans toute la France et à l'international. Atoll a tout au long de sa carrière été un véritable vivier à musiciens. La formation la plus stable entre 1975 et 1980 se compose ainsi : André Balzer au chant, Chris Beya à la guitare, Alain Gozzo à la batterie, Jean-Luc Thillot à la basse et Michel Taillet aux claviers et percussions.

## Biographie

### Première phase (1972-1981)
C'est en février 1972 que trois futurs « musiciens magiciens » se rencontrent. Luc Serra, Jean-Luc Thillot et Alain Gozzo, tous trois originaires de Metz, montent à Paris, à la demande d'un certain Mike Bazzani (futur chanteur du Boogaloo Band et guitariste de Johnny Hallyday), pour l'accompagner en vue de l'enregistrement d'un disque. Mais le label ne donnera pas suite. Leur retour en train à Metz rapproche les deux premiers, guitaristes, et leur donne envie de créer un groupe avec leur ami batteur. Le chanteur  André Balzer et le bassiste Francis Paul les rejoignent pour former Atoll, sur les cendres d'un groupe local appelé Ouragan.
Après deux 45 tours et quelques changements de personnel, Michel Taillet intègre la formation aux claviers et percussions, Francis Paul est remplacé par Patrick Kiffer à la basse, lui-même finalement remplacé par Jean-Luc Thillot quinze jours avant qu'Atoll n'enregistre son premier album, Musiciens magiciens, en mai 1974,.
Fin 1974, nouveau changement de personnel avec le départ d'André Balzer, Luc Serra assurant dorénavant le chant en plus des parties de guitare. Mais les tensions avec les autres membres l'amènent à lui aussi quitter le groupe. Le groupe qui recherche un nouveau guitariste fait alors appel à Jean-Claude Monnet qui va intégrer le groupe avec Bruno Géhin en tant que deuxième clavier, c'est Jean-Claude Monnet qui va assurer l'intérim jusqu'à l'arrivée de Chris Beya à la guitare, précédemment membre de Divodorum (groupe dans lequel il joue au côté Jean-Pierre Guichard qui deviendra le batteur d'Ange et du bassiste Jean-Pierre Klarès qui sera de la tournée d'Atoll en 1989 au Japon). On assiste également au retour d'André Balzer au chant.
Création collégiale, leur deuxième album L'Araignée-Mal qui comprend aussi bien des compositions de Chris Beya (le Voleur d'Extase) que de Bruno Géhin est enregistré avec la nouvelle formation et le violoniste Richard Aubert. Cet album est considéré par la presse spécialisée comme le meilleur de l'année 1975.
En 1976, Alain Gozzo quitte le groupe, remplacé par Didier Hoffmann, mais réintègre la bande au bout d'un an.
En 1977, l'album Tertio, remporte un vif succès, s'installe parmi les meilleurs albums de rock progressif français et marque l'orientation du groupe vers un rock climatique. Le groupe est en concert le 9 septembre 1978 sur une scène annexe de la Fête de l'Humanité.
En 1979, Rock puzzle présente une musique plus concise et variée, enrichie par une production très soignée (cuivres, section de cordes et choristes),. Cet album sera réédité en 1993 avec six morceaux en bonus, dont trois avec la présence du légendaire John Wetton (ex King Crimson) à la basse et au chant, enregistrés lors de son passage dans le groupe en 1981. L'un de ces titres, Here comes the feeling, écrit et composé par Wetton, sera réarrangé et figurera sur le premier album du groupe Asia, composé de Wetton, Steve Howe et Geoff Downes de Yes ainsi que de Carl Palmer d'Emerson, Lake and Palmer.
En 1981, le groupe Atoll décide de suspendre son activité mais propose alternativement la compilation Cosmic Trips,: l'album ne contient pas d'inédit mais les versions sont alternatives, généralement caractérisées par une durée réduite, à l'exception de Les Dieux Même (qui dure plus longtemps que l'original) et du titre Puzzle resté totalement inchangé.

### Retours et scissions (depuis 1987)
En 1985, à la demande de la maison de disques, Chris Beya enregistre l'instrumental Métamorphose, sur l'album Enchantement, aux côtés d'Ange et Pulsar (jusqu'alors ce titre appartenait exclusivement au répertoire de scène d'Atoll). Cet événement entraîne la reformation du groupe dès 1987. Seul Chris Beya reste de la formation initiale. Il est alors rejoint par Raoul Leininger au chant, Jean-Pierre Klares à la basse, Gilles Bonnabaud à la batterie et Nathalie Geschir aux claviers. En 1988, les japonais enthousiastes proposent à Chris Beya de produire un CD, de ce nouvel d'Atoll: L'océan, ce qui occasionne la réédition en CD de tous les albums d'ATOLL dans les pays asiatiques. Il s'ensuit une tournée japonaise avec l'album live Tokyo, c'est fini! qui est enregistré en 1989 à Tokyo, Osaka et Sapporo.
De leur côté, en 1987, Michel Taillet et André Balzer forment Atoll Sud, avec Bernard Zakarian et Éric Carlier.
En 2003, l'album Illian - J'entends gronder la terre sort sous la direction de Chris Beya, mais toujours sous le nom d'Atoll. À partir de 2004, Chris Beya, accompagné de Raoul Leininger, s'entoure de nouveaux musiciens et donne des concerts en France sous le nom de Chris Beya Atoll.
De 2013 à 2015, André Balzer le chanteur originel d'Atoll et Joëlle Gehin, aux claviers sur le second album, rejouent sur scène l'œuvre dans une nouvelle formation : André Balzer's Atoll,, avec cinq autres musiciens dont le guitariste Jérémy Barès. Cette formation se produira cinq fois : à Essey-lès-Nancy le 27 juin 2013, à Veruno en Italie le 29 juin 2013, à Tokyo le dimanche 26 avril 2015 dans le cadre de l'European Progressive Rock Fest Stirs Fans in Tokyo, à Baudreville en Normandie le samedi 18 juillet 2015 et enfin le vendredi 21 août 2015 à Saint-Palais-sur-Mer pour le grand festival de rock progressif français Crescendo.
En 2014, après deux années de travail, Chris Beya, le guitariste historique du groupe, accompagné de Mike Kadi au chant, et Didier Hoffman, le batteur d'Atoll durant l'année 1976, sort l'album I Hear the Earth, nouvelle version anglaise d'Illian, entièrement revisitée avec adjonction de nouveaux titres et arrangements. La formation qui porte le nom Chris Beya Atoll joue cette nouvelle œuvre sur scène, ainsi que des pièces majeures d'Atoll.
Au début de 2018, à la suite d'un contact d'un proche du groupe au pays du soleil levant, une nouvelle demande émane du label japonais Marquee, qui souhaite avoir le groupe pour un concert exceptionnel avec le maximum d’anciens musiciens d'Atoll. Chris Beya est chargé de la direction artistique pour mener à bien la demande. Cela occasionne les retrouvailles de deux piliers du groupe, le chanteur André Balzer et le guitariste Chris Beya, mais aussi d'un autre membre le batteur Didier Hoffmann déjà présent dans l'histoire d'Atoll. Se joignent aussi Mike Kadi au chant et à la flûte traversière, Jo Coimbra à la basse et Alain Chéry aux claviers. Le 18 juillet 2018, en compagnie du groupe australien Mario Millo Band, Atoll se produit à Tokyo. Au programme, des morceaux majeurs d'Atoll ainsi que des titres du dernier album de Chris extraits de l'album I hear the earth dont le sujet est lié à la cause environnementale.

## Membres

### Atoll 2018
- André Balzer - chant, percussions (1972-1974, 1975-1981, depuis 2013) (albums 1,2,3,4)
- Chris Beya - guitare, choeurs, claviers, basse (1975-1981, 1987-1990, 2003, 2007-2008, depuis 2014) (albums 2 à 8)
- Didier Hoffmann - batterie (1976, depuis 2014)
- Michael Kadi puis Laurent Fabisz (depuis 2023)
- Jo Coimbra - basse (depuis 2018)
- Alain Chéry - claviers (en 2018)
- Stève Aptel - claviers (depuis 2019)

### Chris Beya Atoll
- Chris Beya - guitare, chœurs, claviers, basse (1975-1981, 1987-1990, 2003, 2007-2008, depuis 2014) (albums 2 à 8)
- Didier Hoffmann - batterie (1976, depuis 2014)
- Laurent Fabisz (depuis 2023)
- Jo Coimbra - basse (depuis 2018)
- Stève Aptel - claviers (depuis 2019)

### Anciens membres

#### Atoll
- Alain Gozzo - batterie (1972-1975, 1977-1981) (albums 1,2,3,4)
- Luc Serra - guitares, synthétiseur, percussions (1972-1974), chant (fin 1974) (album 1)
- Francis Paul - basse (1972-1973) (single Je t'aime quand je te vois / Change ta vie)
- Patrick Kiffer - basse (1973-1974) (single Le secret du mage / Je fais un rêve)
- Michel Taillet - claviers, percussions, chœurs (1973-1981) (albums 1,2,3,4)
- Jean-Luc Thillot - guitare 12 cordes, basse, chœurs (1974-1980) (albums 1,2,3,4)
- Richard Aubert - violon (1975-1976) (album 2, sauf piste 5) https://my.zikinf.com/richardaubert/photos/4205
- Laurent Gianez - saxophones, flûte (1974-1975) (album 1 et sax sur la piste 5 de l'album 2)
- Bruno Géhin - claviers (1975) (album 2)
- Jean-Claude Monet - guitare, chant (1974-1975)
- Lisa Deluxe - chœurs (1977-1979) (albums 3,4)
- Stella Vander - chœurs (1977-1979) (albums 3,4)
- Romain Didier - arrangements cordes et cors (1979) (album 4)
- Jean-Jacques Fléty - guitare (1979-1981) (pistes 12 et 14 de l'album 4)
- Didier Lozano - basse (1980)
- John Wetton - basse, chant (1981) (pistes 12 et 14 de l'album 4)
- Raoul Leininger - chant (1987-1991, 2003) (albums 5,6,7)
- Jean-Pierre Klarès - basse (1987-1990) (albums 5,6)
- Gilles Bonnabaud - batterie (1987-1990) (albums 5,6)
- Nathalie Geschir - claviers (1987-1990) (albums 5,6)
- André Teitschaid - chœurs (1989) (album 5)
- Pascal Meyer - percussions (1989) (album 5)
- Benoit Stasiaczyk - clavier (2003) (album 7)
- Michel Altmayer - batterie (2003) (album 7)
- Yannick Riznar - basse (2003) (album 7)
- Caroline Crozat - chœurs (2003) (album 7)

#### André Balzer's Atoll (2013-2015)
- André Balzer - chant (1972-1974, 1975-1981, depuis 2013) (albums 1,2,3,4)
- Joëlle Géhin - claviers (1975, 2013-2015)
- Jérémy Barès - guitare (2013-2015)
- Nicolas Gegout - saxophones, flûte (2013-2015)
- Olivier Duranton - claviers (2013-2015)
- Jérôme Sperissen - basse (2013-2015)
- Jordan Gury - batterie (2013-2015)

#### Chris Beya Atoll
- Raoul Leininger - chœurs (2014) (album 8)
- Michel Altmayer - batterie (2014) (album 8)
- Niko Wege - batterie (2014) (pistes 1,8,14 de l'album 8)
- Didier Hoffmann - batterie (2014) (pistes 3 et 11 de l'album 8)
- Yannick Riznar - basse (2014) (piste 13 de l'album 8)
- Vincent Nolot - basse (2014) (album 8)
- Mickaël Kadi - chant, choeurs, flûte traversière (2014) (album 8)
- André Teitscheid - chant, chœurs (2014) (album 8)
- Marie Josée Beya - chœurs (2014) (piste 6 de l'album 8)
- Jean Dehé - violon (2014) (piste 5 de l'album 8)
- Julien Petit - saxophone soprano (2014) (piste 6 de l'album 8)
- Olivier Sosin - claviers
- Romain Belliot - basse
- Mathieu Bonaddio - batterie

#### Atoll Sud
- André Balzer - chant (1987)
- Michel Taillet - claviers (1987)
- Bernard Zakarian - guitare (1987)
- Éric Carlier - basse(1987)

Serge batterie

## Chronologie
AB: André Balzer's Atoll

CB: Chris Beya Atoll

AS: Atoll Sud

## Discographie

### Albums studio
- 1974 : Musiciens magiciens
- 1975 : L'Araignée-Mal
- 1977 : Tertio
- 1979 : Rock puzzle
- 1989 : L'Océan
- 2003 : Illian - J'entends gronder la Terre

### Album live
- 1990 : Tokyo, c'est fini

### Chris Beya Atoll
- 2014 : Illian - I Hear the Earth

### Compilation
- 1981 : Cosmic Trips

### Singles
- 1973 : Je t'aime quand je te vois / Change ta vie
- 1974 : Le secret du mage / Je fais un rêve
- 1978 : Paris, c'est fini / Tunnel
- 1979 : Smarto Kitshy ; La maison de Men Tää / Smarto Kitshy (vers. longue)
- 1980 : Smarto Kitshy / L'ultime rock
- 1987 : L'Amour n'a pas de drapeau (nouvel Atoll)
- 1990 : L'Océan / Coup de Cœur

### Participations
- 1990 : Enchantement : compilation Musea, contenant 12 titres inédits (par 12 groupes français), dont Métamorphose par Christian Beya (guitares) et André Tetschaid (vocaux)
- 1990 : Crime Syndicate : album live édité par Made In Japan Records, regroupant des performances d'Atoll, Rosalia, Social Tension, White Fang et Deja-Vu.